# 大叶虎皮楠
大叶虎皮楠（学名：Daphniphyllum yunnanense）为虎皮楠科虎皮楠属下的一个种。其种加词“yunnanense”意为“云南的”。